# Tangutología
La Tangutología o estudios de tangut es el estudio de la cultura, la historia, el arte y la lengua del antiguo pueblo tangut, especialmente a través del estudio de documentos contemporáneos escritos por el propio pueblo Tangut. Como los tangut hablaban una lengua extinta escrita en un sistema de escritura único y complejo, la piedra angular de los estudios de tangut ha sido el estudio de la  lenguaje tangut y el desciframiento de su escritura tangut.
El pueblo tangut fundó el imperio Xia Occidental (1038-1227) en el noroeste de China, que fue finalmente asimilado por los mongoles. La escritura tangut, que fue ideada en 1036, fue ampliamente utilizada en libros impresos y en inscripciones monumentales durante el período Xia occidental, así como durante la dinastía Yuan (1271-1368), pero la lengua se extinguió en algún momento durante la dinastía Ming (1368-1644). El último ejemplo conocido de la escritura tangut son las inscripciones budistas fechadas en 1502 en dos pilares dharani de un templo en Baoding, Hebei. En la dinastía Qing (1644-1911) se había perdido todo el conocimiento de la lengua y la escritura tangut, y no se había conservado ningún ejemplo o descripción de la escritura tangut en ningún libro chino superviviente de las dinastías Song, Yuan o Ming. No fue hasta el siglo XIX que la lengua y la escritura tangut fueron redescubiertas.

## Nacimiento de los estudios de tangut

### Primera identificación

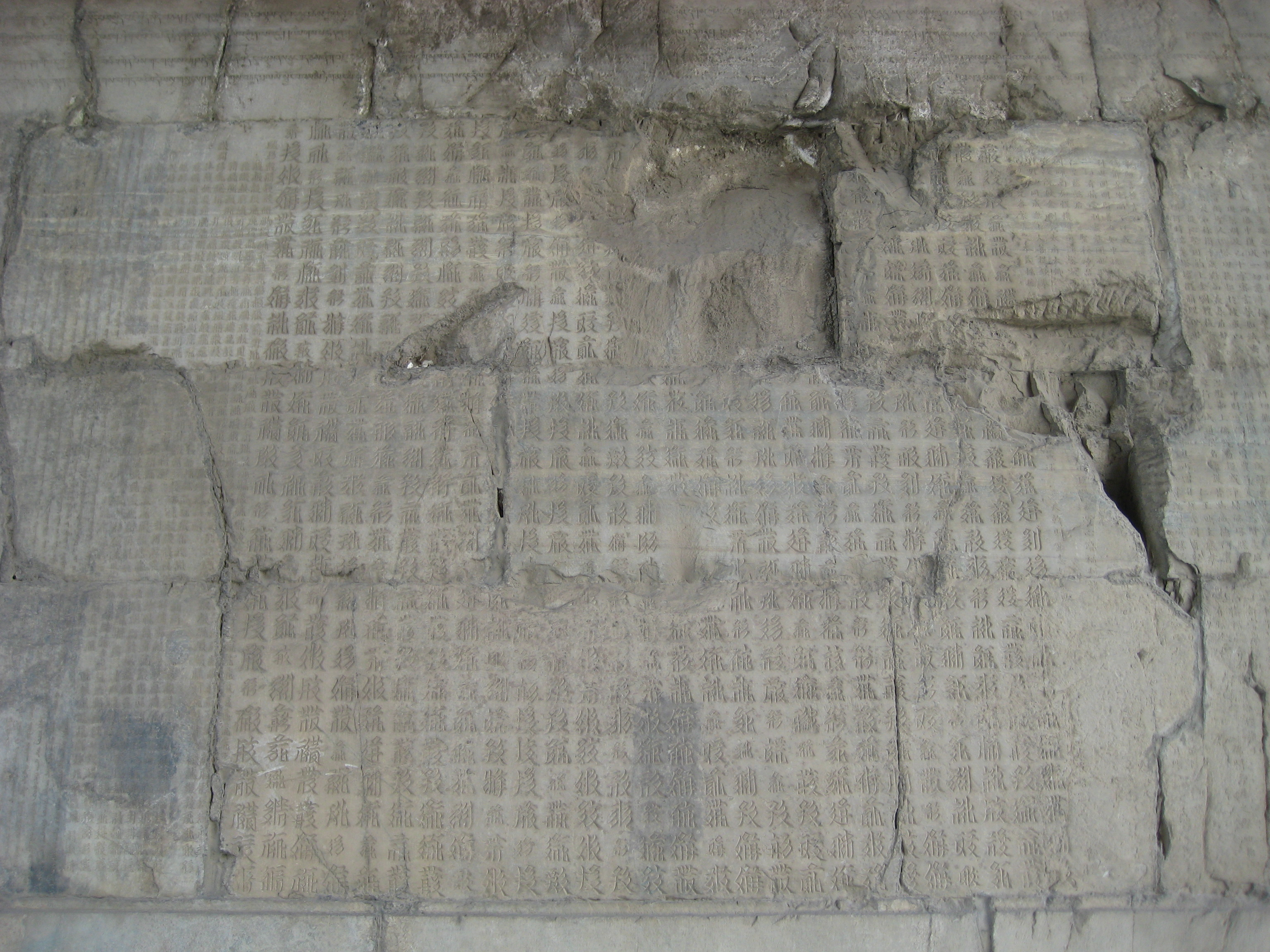
De mediados del, el texto budista Tangut inscrito en la pared interna de la Plataforma de las Nubes en Juyongguan, cerca de Pekín.

La primera identificación moderna de la escritura Tangut se produjo en 1804, cuando un erudito chino llamado Zhang Shu (chino: 张澍; pinyin: Zhāng Shù, 1781-1847) observó que el texto chino de una inscripción bilingüe chino-tangut en una estela conocida como la Estela de Liangzhou en el Templo Huguo (護國寺) en Wuwei (Gansu), tenía un nombre de la era Xia Occidental, y concluyó que la inscripción correspondiente en una escritura desconocida debía ser la escritura Xia Occidental nativa; y por lo tanto la escritura desconocida en el mismo estilo en la Plataforma de las Nubes en Juyongguan en la Gran Muralla China al norte de Pekín, también debía ser la escritura tangut.
Sin embargo, la identificación de Zhang de la escritura de tangut no era ampliamente conocida, y más de medio siglo después los estudiosos seguían debatiendo lo que era la escritura desconocida en la Plataforma de las Nubes. Esta «Plataforma», había sido construida en 1343-1345 como base para una pagoda, estaba inscrita con textos budistas en seis escrituras diferentes —china, sánscrita, 'Phags-pa, tibetana, antiguo uigur y tangut—, pero solamente las cinco primeras de estas seis eran conocidas por los estudiosos chinos y occidentales de la época. En 1870 Alexander Wylie (1815-1887) escribió un influyente artículo titulado Una antigua inscripción budista en Keu-yung Kwan en el que afirmaba que la escritura desconocida era yurchen, y no fue hasta 1899 que Stephen Wootton Bushell (1844-1908) publicó un artículo en el que demostraba de forma concluyente que la escritura desconocida era en realidad tangut.

### Desciframientos provisionales

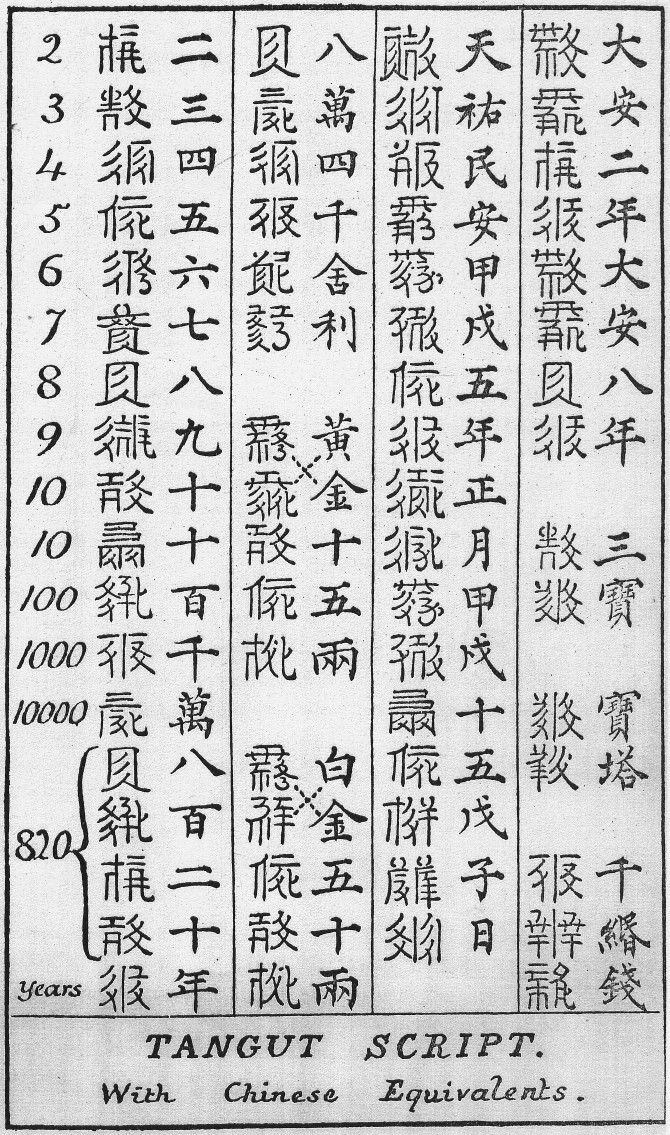
Stephen Wootton Bushell descifró 37 caracteres de Tangut.

Bushell, médico de la Delegación británica en Pekín de 1868 a 1900, era un entusiasta numismático y había coleccionado una serie de monedas emitidas por el estado occidental de Xia con inscripciones en escritura tangut. Para leer las inscripciones en estas monedas, intentó descifrar la mayor cantidad posible de caracteres tangut comparando los textos chino y tangut en una estela bilingüe de Liangzhou. En 1896 publicó una lista de treinta y siete caracteres tangut con su correspondiente significado en chino, y con esta clave pudo descifrar la inscripción de cuatro caracteres en una de sus monedas de Xia occidental como «Moneda preciosa del Da'an», «período [1076–1085]» —correspondiente al chino Dà'ān Bǎoqián大安 寶 錢—. Esta fue la primera vez que se tradujo un texto tangut desconocido, aunque solo tenía cuatro caracteres.
Aproximadamente al mismo tiempo que Bushell trabajaba en las inscripciones numismáticas de tangut, Gabriel Devéria, diplomático de la Delegación Francesa en Pekín, estudiaba la estela bilingüe Tangut-China Liangzhou, y en 1898, un año antes de su muerte, publicó dos importantes artículos sobre la escritura tangut y la estela de Liangzhou.
El tercer europeo en China que emprendió el estudio del tangut fue Georges Morisse, un intérprete de la Delegación Francesa en Pekín, quien avanzó en el desciframiento de la escritura tangut comparando el texto de la versión china del Sutra del loto (sánscrito: Saddharma Puṇḍarīka Sūtra) con el de tres volúmenes de un manuscrito de la versión de tangut que se había descubierto en Pekín en 1900, tras la Levantamiento de los bóxers. Comparando la versión del idioma tangut del sutra con la versión china correspondiente del mismo, Morisse fue capaz de identificar unos 200 caracteres de la escritura tangut, y deducir algunas reglas gramaticales, que publicó en 1901.

## Desarrollo de los estudios de tangut (1908 a la década de 1930)
La escasez de textos e inscripciones supervivientes de tangut, y en particular la falta de un diccionario o glosario del idioma, hizo difícil para los estudiosos ir más allá del trabajo preliminar sobre el desciframiento de tangut por Bushell y Morisse. El avance en los estudios llegó finalmente en 1908 cuando Piotr Kozlov descubrió la ciudad-fortaleza abandonada de Khara-Khoto, en el oeste de Xia, en el borde del desierto de Gobi en Mongolia interior. Khara-Khoto había sido abandonada abruptamente a principios de la dinastía Ming y, parcialmente cubierta por la arena, había permanecido en gran parte intacta durante más de 500 años. Dentro de una gran estupa fuera de las murallas de la ciudad, Kozlov descubrió un tesoro de unos 2.000 libros impresos y manuscritos, en su mayoría en chino y tangut, así como muchas piezas de arte budista tangut, que envió a la Sociedad Geográfica Rusa de San Petersburgo para su conservación y estudio. El material fue posteriormente transferido al Museo Asiático de la Academia de Ciencias, que más tarde se convirtió en la sucursal en San Petersburgo del Instituto de Estudios Orientales de la Academia Rusa de Ciencias —actualmente el Instituto de Manuscritos Orientales—.  Fue el descubrimiento de este tesoro sin precedentes de material de tangut por Kozlov lo que condujo al desarrollo de la Tangutología como una disciplina académica separada dentro del campo de los Estudios Orientales.

### Rusia

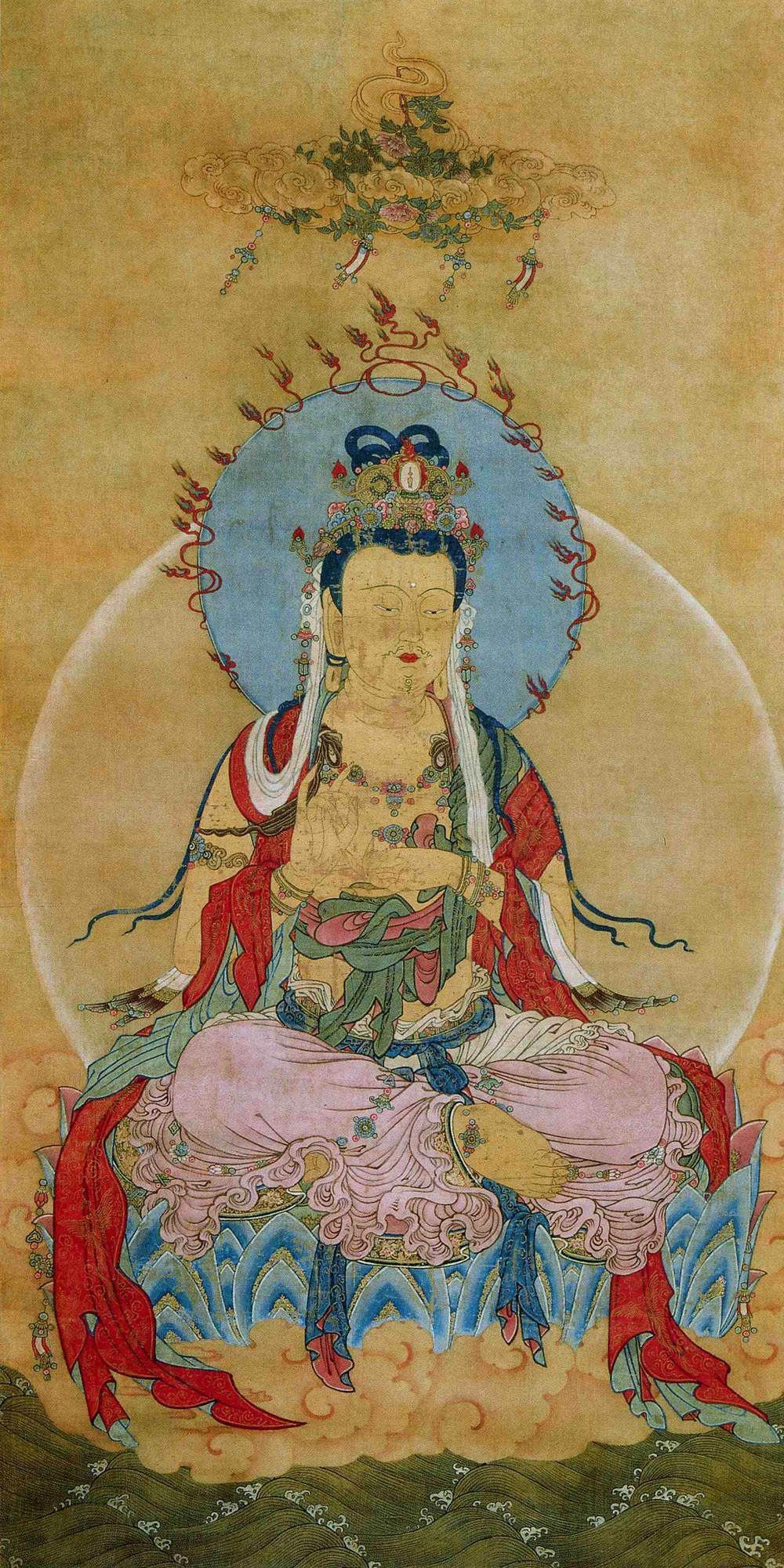
Pintura budista tangut de Khara-Khoto.

Tras la llegada del material de Khara-Khoto a San Petersburgo en el otoño de 1909, el sinólogo Aleksei Ivanovich Ivanov (1878-1937) trabajó en la preservación e identificación de los cientos de libros y manuscritos que estaban escritos en escritura tangut, y no tardó en descubrir un glosario bilingüe chino-tangut llamado La perla en la palma (chino: 番漢合時掌中珠; pinyin: Fān-Hàn Héshí Zhǎngzhōngzhū) que inmediatamente se dio cuenta de que era la clave para descifrar el idioma tangut. Más tarde descubrió tres diccionarios y glosarios monolingües de tangut entre el material de Khara-Khoto: Homófonos (chino: 音同; pinyin: Yīntóng); Mar de Caracteres (chino: 文海; pinyin: Wénhǎi); y Caracteres Mixtos (chino: 雜字; pinyin: Zázì). Ivanov publicó varios artículos sobre la escritura tangut entre 1909 y 1920, que ayudaron a difundir el conocimiento sobre dicha escritura y alentaron a otros estudiosos a estudiar el idioma. En 1916, basándose en el material publicado por Ivanov, el orientalista alemán Berthold Laufer (1874-1934) publicó un estudio del idioma tangut en el que intentaba reconstruir las pronunciaciones de algunos caracteres y en el que proponía que la lengua tangut pertenecía a la rama de las lenguas lolo-búrmicas de la familia Tibeto-Birmana.
Basándose en La perla en la palma y los otros diccionarios, Ivanov pudo compilar un breve diccionario de unos 3.000 caracteres tangut. Su diccionario se completó en 1918, pero no se publicó debido a la inestabilidad política de la época. Ivanov depositó el manuscrito de su diccionario en el Museo Asiático, pero se lo llevó a su casa en 1922, y desapareció después de su arresto y ejecución en 1937, víctima de la Gran Purga de Iósif Stalin.[
Siguiendo a Ivanov estaba Nikolai Aleksandrovich Nevsky (1892-1937). Nevsky residía en Japón desde 1915, donde había estudiado los idiomas japonés, ainu y tsou, pero después de conocer a Ivanov en China en 1925 comenzó a trabajar en el estudio de los textos tangut de Khara-Khoto y en el desciframiento de la escritura tangut. En 1929 Nevsky regresó a la Unión Soviética para trabajar en el Instituto de Estudios Orientales de Leningrado, donde trabajó en un diccionario de tangut basado en los materiales léxicos encontrados en Khara-Khoto. Sin embargo, a finales del otoño de 1937, antes de que su diccionario estuviera listo para su publicación, él y su esposa japonesa fueron arrestados y ejecutados, poniendo así fin brutalmente al estudio de la lengua tangut en la Unión Soviética.

### China
En 1912 el renombrado anticuario Luo Zhenyu (1866-1940) se reunió con Ivanov en San Petersburgo, y se le permitió hacer una copia de nueve páginas de La perla en la palma, que publicó en China ese mismo año. Volvió a reunirse con Ivanov en 1922 en Tianjin y obtuvo un ejemplar completo de La perla en la palma, que posteriormente publicó su hijo mayor, Luo Fucheng 羅福成 (1885-1960), en 1924. Luo Fucheng también publicó la primera edición facsímil de los Homófonos en 1935. El tercer hijo de Luo, Luo Fuchang 羅福萇 (1896-1921) compartió el interés de la familia por el tangut, y escribió un influyente manual sobre la escritura de tangut cuando tenía dieciocho años.
Se hicieron más descubrimientos de textos de tangut en China, en particular un alijo de sutras budistas en cinco vasijas de cerámica que se desenterraron en Lingwu, en Ningxia, en 1917. Estos textos fueron enviados a Peiping, y forman el núcleo de la «colección Tangut» de la Biblioteca Nacional de China. En 1932 se publicó un número especial del Boletín de la Biblioteca Nacional de Peiping dedicado a estos textos, con artículos escritos por diversos estudiosos chinos, japoneses y rusos (Luo Fucheng, Wang Jingru, Ishihama Juntarō 石滨纯太郎, Ivanov y Nevsky).

### En otros lugares
A finales de los años 1920 y principios de los 1930, varios estudiosos, entre ellos Nevsky en Rusia, Laufer en Alemania, Wang Jingru 王靜如 (1903-1990) en China, y Stuart N. Wolfenden (1889-1938) en la Universidad de California en Berkeley en los Estados Unidos, centraron su atención en varios manuscritos de Khara-Khoto que tenían glosas fonéticas tibetanas hasta textos de tangut, lo que les permitió reconstruir algunos de los rasgos fonéticos del tangut.
Mientras tanto, en Inglaterra, Gerard Clauson (1891-1974) había comenzado a estudiar los miles de fragmentos del manuscrito de tangut que habían sido recuperados de Khara-Khoto entre 1913 y 1916 por Marc Aurel Stein, y depositados en el Museo Británico de Londres. Durante 1937 y 1938 Clauson escribió  Skeleton dictionary of the Hsi-hsia language, que fue publicado en facsímil en 2016.
Sin embargo, con la segunda guerra sino-japonesa en el Lejano Oriente y la represión política en la Unión Soviética, los estudios de tangut se detuvieron en China, Japón y la Unión Soviética a finales de la década de 1930. Con el inicio de la Segunda Guerra Mundial los estudios de tangut se estancaron en Europa y América también.

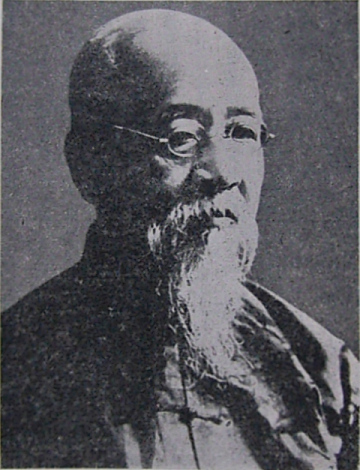
Luo Zhenyu
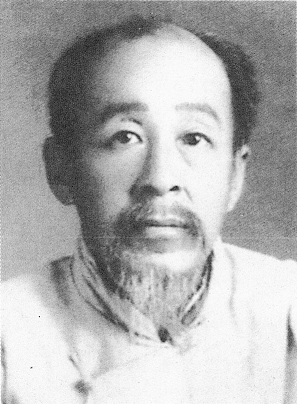
Luo Fucheng
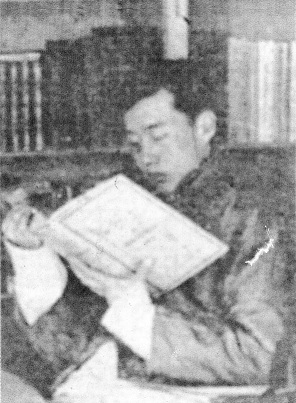
Luo Fuchang
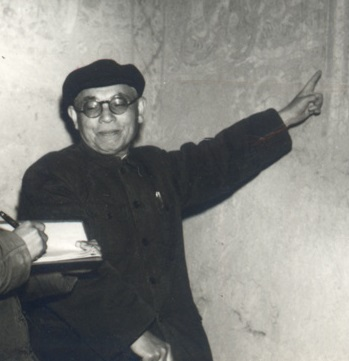
Wang Jingru
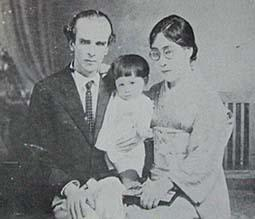
Nikolai Aleksandrovich Nevsky
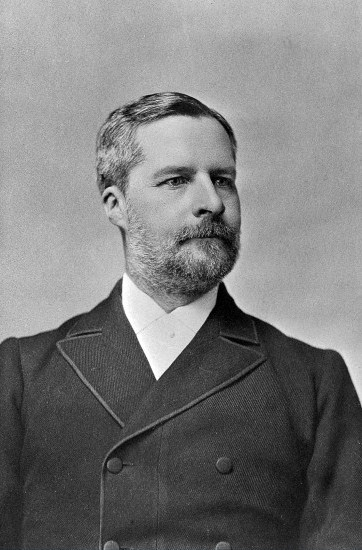
Stephen Wootton Bushell
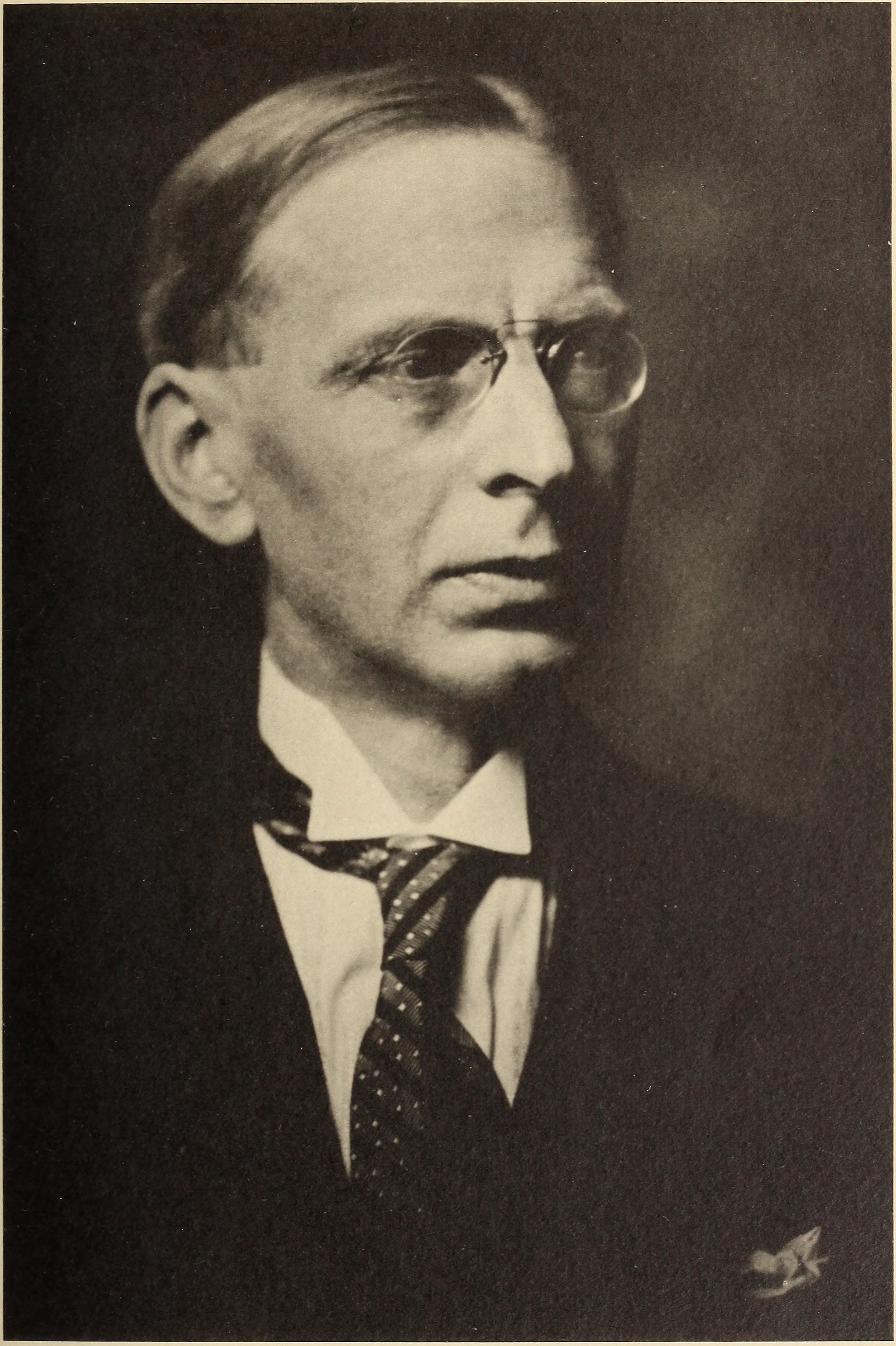
Berthold Laufer

## Resurgimiento de los estudios sobre el tangut (1950-1990)

### Japón
Pasaron de diez años después del final de la Segunda Guerra Mundial antes de que hubiera un resurgimiento de los estudios de tangut. El primer erudito de la posguerra fue Nishida Tatsuo (西田龍雄, 1928-2012) de la Universidad de Kioto, quien comenzó estudiando la inscripción budista tangut en la Plataforma de las Nubes a mediados de la década de 1950, y se convirtió en el preeminente erudito japonés de tangut durante los siguientes cincuenta años. En 1964-1966 Nishida produjo un trabajo monumental sobre la reconstrucción de la fonología y el desciframiento de los caracteres de tangut, que incluía un diccionario de unos 3.000 caracteres.
Nishida también hizo estudios del Sutra de la guirnalda (1975-1977) y de los poemas rituales tangut (1986). Para explicar el hecho de que en algunos poemas rituales cada línea se escribía dos veces utilizando un vocabulario estructuras gramaticales diferentes, Nishida propuso que había dos registros del lenguaje: la mayoría de los textos tangut representaban la lengua del  pueblo tangut ordinario —el «pueblo de cara roja»—, pero los poemas rituales representaban la lengua de la clase dirigente —«pueblo de cabeza negra»—, conservando este último un sustrato lingüístico que se había perdido en el habla ordinaria de tangut.

### Unión Soviética
En la Unión Soviética, los estudios sobre tangut recibieron un impulso con la publicación póstuma de Nevsky magnum opus, Tangut Philology, en 1960, que ganó el Premio Lenin en 1962. La parte principal de Tangut Philology fue un proyecto de diccionario manuscrito de tangut de mil páginas, que fue el primer diccionario moderno de este idioma que se publicó, y abrió el estudio de los textos de tangut a una nueva generación de estudiosos. Durante la década de 1960 un grupo de jóvenes estudiosos del Instituto de Manuscritos Orientales de Leningrado, dirigido por Yevgueni Kychánov, comenzó a estudiar y traducir el enorme cúmulo de textos que habían sido traídos de Khara-Khoto casi medio siglo antes.  Uno de los principales frutos de esta investigación fue una edición erudita de Kychánov, Ksenia Kepping, V. S. Kolokolov y A. P. Terent'ev-Katanskij del diccionario monolingüe de rimas Tangut, el Mar de Caracteres (1969). Kolokolov y Kychánov habían trabajado anteriormente en una edición de las traducciones al tangut de los clásicos chinos confucianos, lo que era especialmente notable porque los textos estaban escritos en una forma cursiva de la escritura tangut que era muy difícil de leer. Kepping, cuyas primeras investigaciones hicieron importantes contribuciones a la comprensión de la gramática del tangut, pasó a traducir al tangut el tratado militar chino Sun Tzu (1979), también amplió la teoría de Nishida sobre dos tipos diferentes de lenguaje tangut, proponiendo que un estilo de lengua representaba la «lengua común» y el otro estilo de lengua representaba una «lengua ritual» que había sido creada por los chamanes tangut con fines rituales antes de la adopción del budismo. Terent'ev-Katanskij continuó con un tratado sobre las características técnicas de los libros de tangut (1981). Otro influyente erudito ruso fue Mikhail Sofronov, quien en 1968 publicó una influyente Gramática de la Lengua Tangut.
Además de trabajar en el lenguaje y la escritura de los tangut, estudiosos como Kychánov y Kepping también hicieron importantes contribuciones a la comprensión de la historia, la sociedad y la religión del pueblo  
tangut. En 1968 Kychánov publicó un bosquejo histórico del imperio tangut que proporcionó la primera visión general sistemática de la historia de tangut. Kepping estudió la relación entre el estado y la religión durante el Xia occidental, y defendió la teoría de que la práctica del budismo tántrico por parte del emperador y la emperatriz era fundamental para el funcionamiento del imperio tangut.

### China
En China, los estudios sobre el Tangut se reanudaron con mayor lentitud y el progreso se vio obstaculizado por la Revolución Cultural, por lo que no fue hasta la segunda mitad del decenio de 1970 que se publicó alguna investigación importante sobre el tangut. Uno de los primeros de una nueva generación de tangutólogos fue Li Fanwen, que comenzó su carrera excavando fragmentos de epitafios de tangut de las tumbas imperiales de Xia Occidental a principios de los años 1970, luego publicó un estudio de Los homófonos en 1976, y pasó a publicar el primer diccionario completo Tangut-Chino en 1997. Otros jóvenes eruditos fueron Shi Jinbo, Bai Bin y Huang Zhenhua, que juntos produjeron un importante estudio y traducción del Mar de Caracteres en 1983.
En Taiwán, Gong Hwang-cherng (1934-2010), que se especializó en lingüística comparativa sino-tibetana, trabajó en la fonología del tangut y proporcionó las reconstrucciones fonéticas del diccionario de Li Fanwen de 1997.

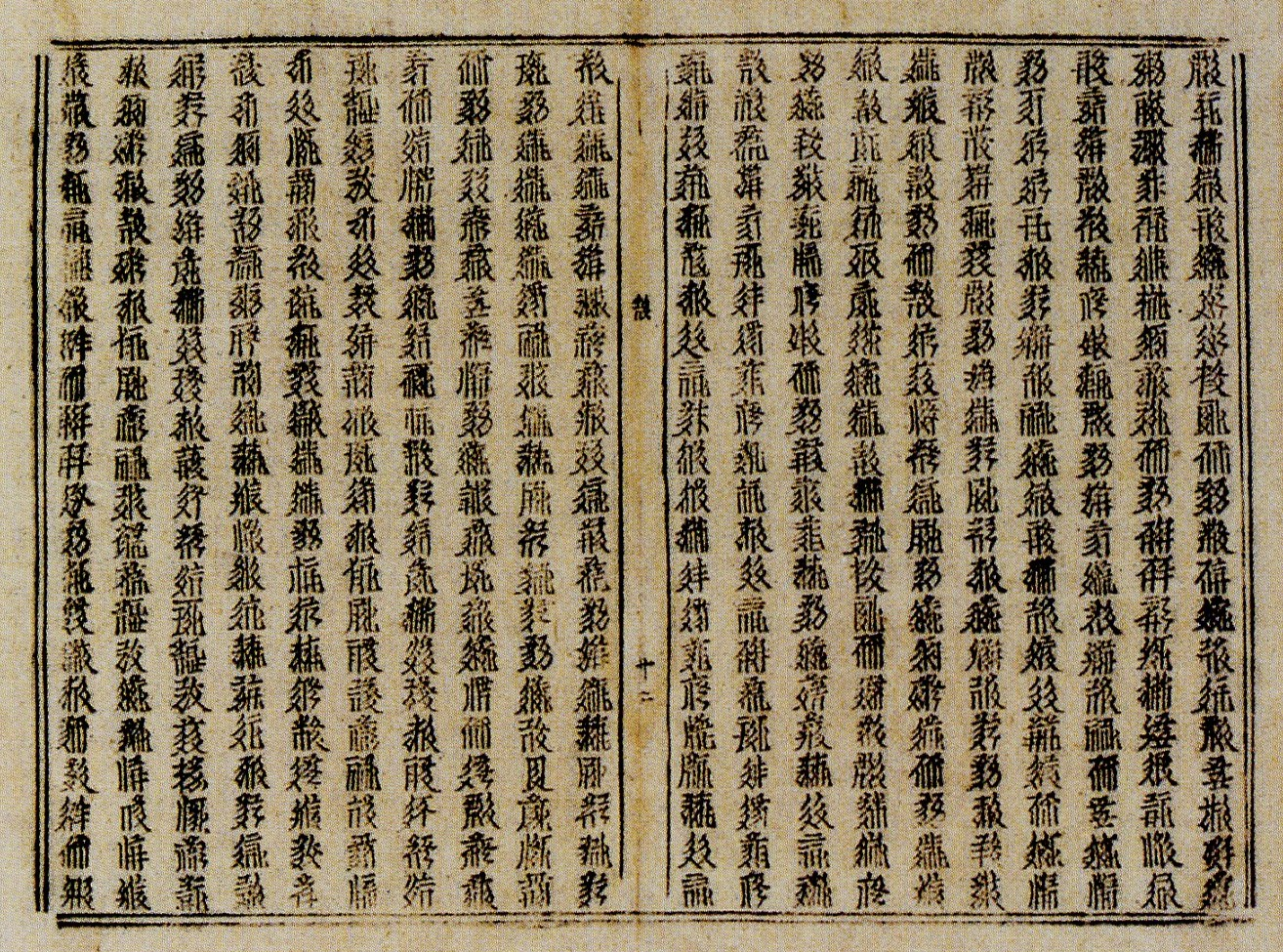
Un folio de Auspicious Tantra of All-Reaching Union.

Durante este período se hicieron varios descubrimientos arqueológicos importantes en China, quizás el más significativo fue el descubrimiento de varios artefactos históricos y religiosos, así como varios manuscritos y textos impresos de tangut, en las ruinas de la Pagoda de la Plaza Baisigou en Ningxia en 1991, después de haber sido volada ilegalmente. Entre ellos figuraba un texto budista tangut desconocido hasta entonces, el Tantra Auspicious Tantra of All-Reaching Union, que se cree que fue impreso durante la segunda mitad del siglo XII, y que se cree que es el primer ejemplo existente de un libro impreso con tipos móviles de madera.
El budismo Tangut también ha sido un importante tema de estudio por los estudiosos chinos. En 1988 Shi Jinbo produjo un influyente panorama del Budismo Tangut y el arte del Budismo Tangut. Otro erudito en este campo es Xie Jisheng, quien ha hecho estudios de tangut en thangkas y ha explorado la influencia del Budismo Tántrico Tibetano en el arte del Budismo tangut.

### Estados Unidos
En América ha habido pocos estudiosos trabajando en el tangut. Durante la década de 1970 Luc Kwanten trabajó en las relaciones exteriores de tangut, y en 1982 publicó un estudio del glosario chino de tangut, La perla en la palma. Sin embargo, la principal experta en la historia de Xia Occidental y el pueblo tangut en los Estados Unidos es Ruth W. Dunnell. En 1988 Dunnell realizó un estudio y traducción de una inscripción bilingüe en tangut y chino sobre una estela erigida en 1094, y en 1996 publicó un influyente libro titulado The Great State of White and High: Buddhism and State Foundation in Eleventh-Century Xia en el que examinó la relación entre los tanguts y sus vecinos, y el papel del budismo en el Imperio tangut.

### Reino Unido
Siguiendo las huellas de Clauson estaba Eric Grinstead, originario de Nueva Zelanda, que trabajó en el Museo Británico durante la década de 1960. Identificó una traducción tangut única de una obra china sobre estrategia militar atribuida a Zhuge Liang titulada The General's Garden en el British Museum's Stein Collection, y editó una compilación facsímil de textos budistas tangut en nueve volúmenes, publicada en 1971 con el título The Tangut Tripitaka.  La principal publicación de Grinstead fue su Analysis of the Tangut Script (1972) en la que analizó la estructura de la escritura tangut y asignó un número de cuatro dígitos de «Telecódigo» a cada personaje tangut en un temprano intento de asignar códigos estándar a los personajes para su uso en el procesamiento informático del texto tangut.

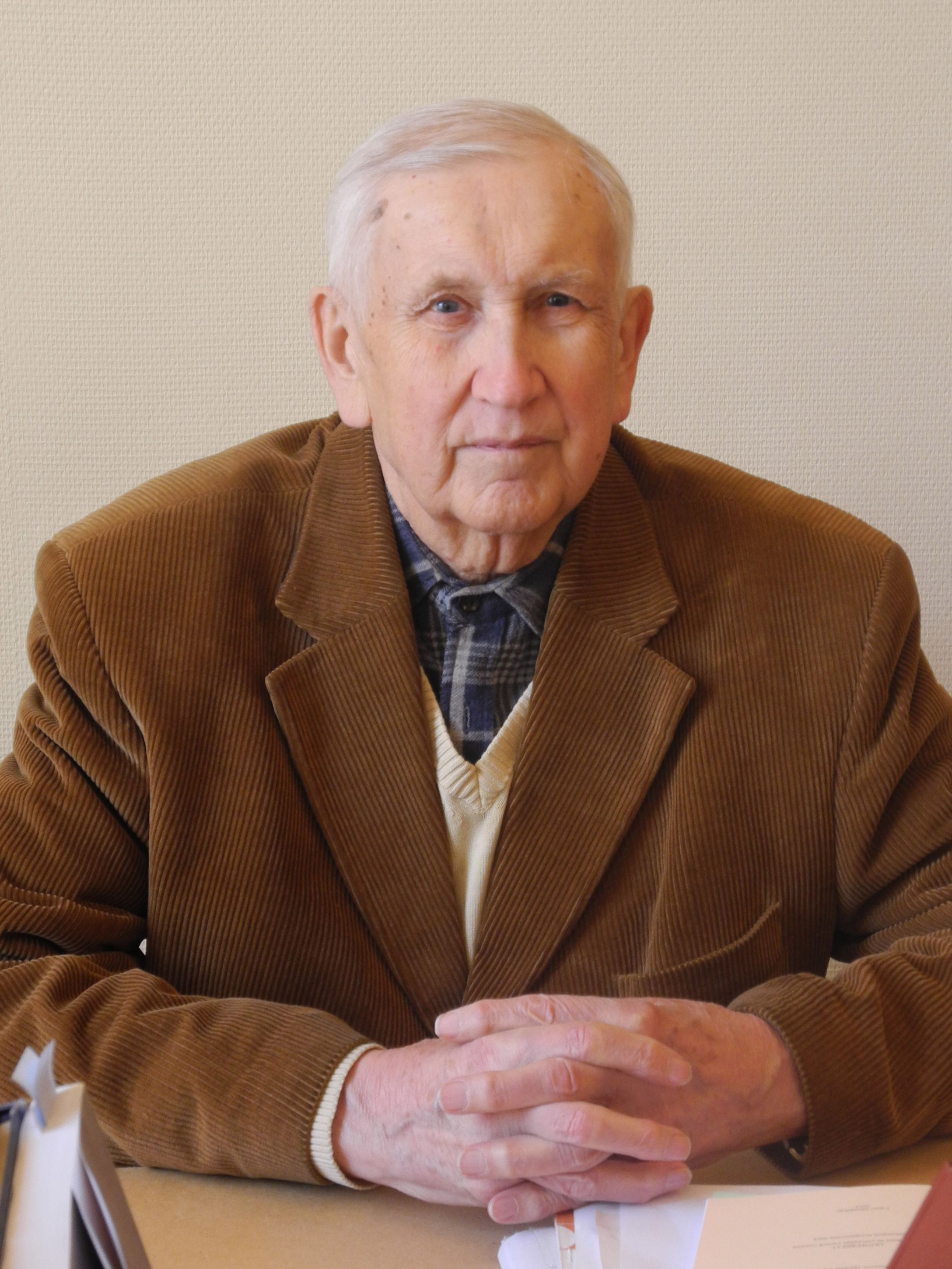
Yevgueni Kychánov
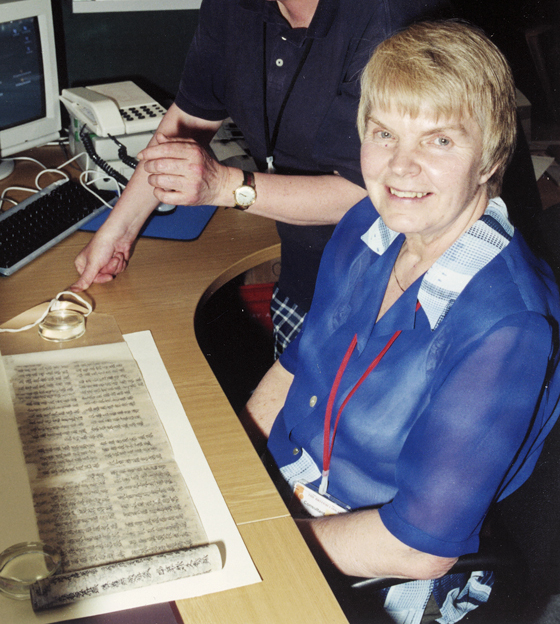
Ksenia Kepping
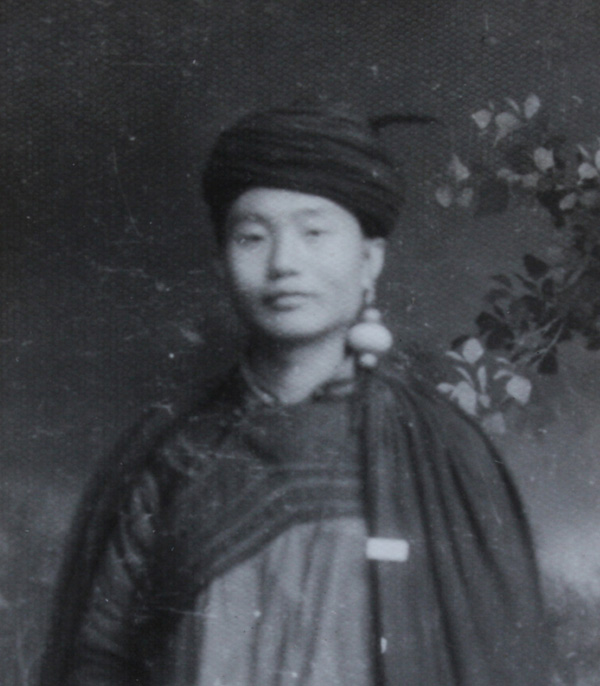
Shi Jinbo
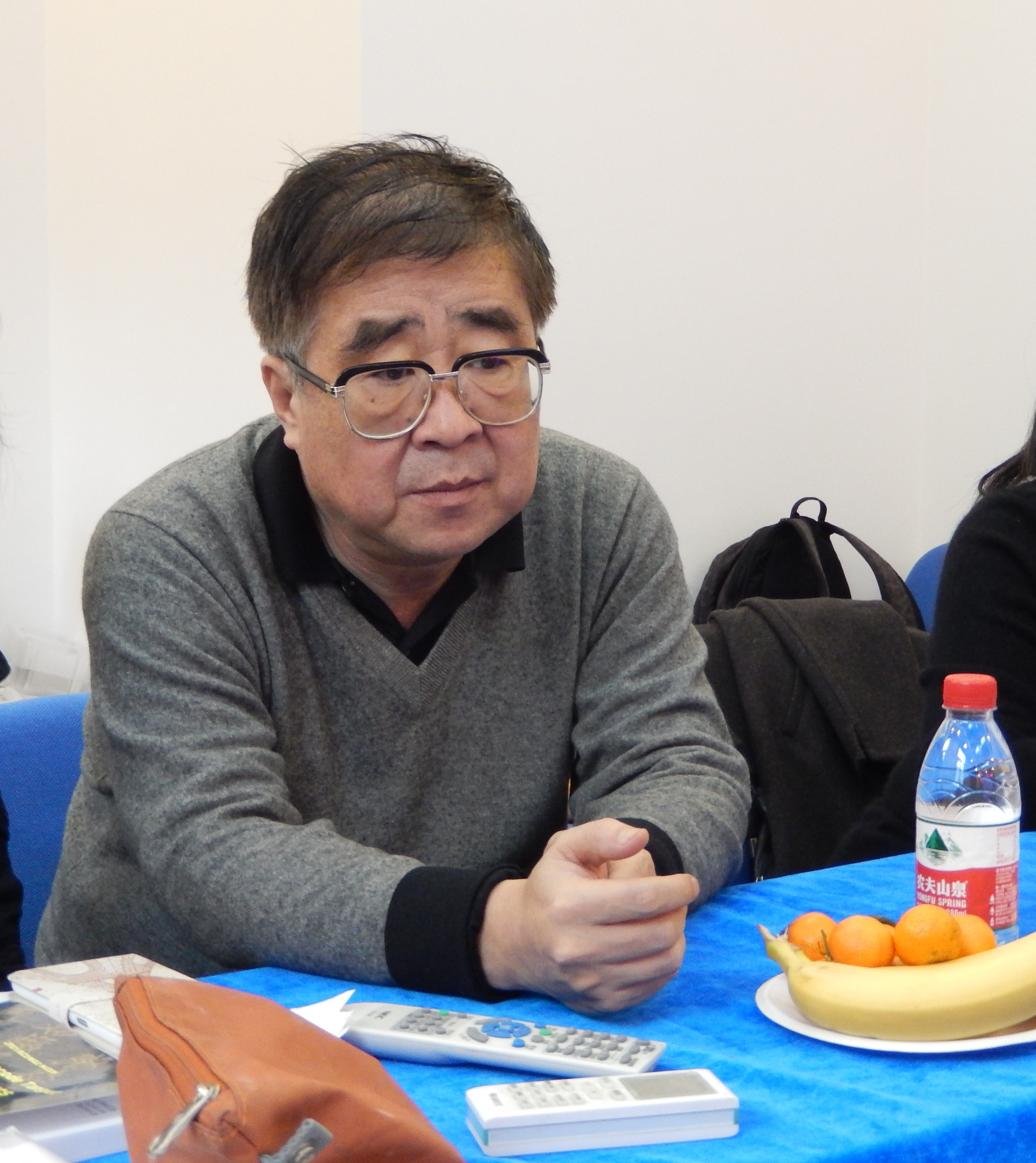
Nie Hongyin

## Estudios en elsigloXXI

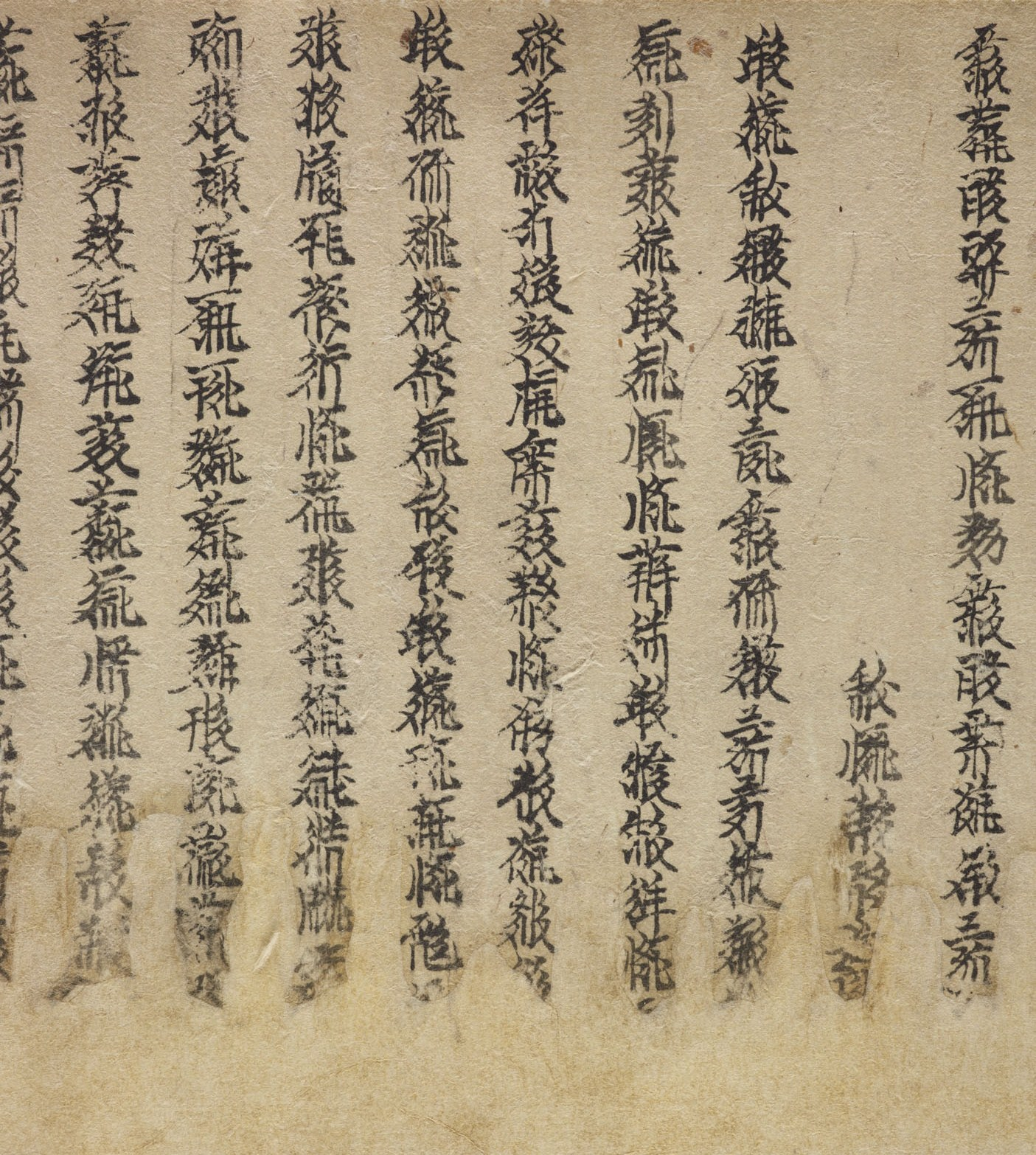
Inicio de la Sección 37 del rollo manuscrito de la traducción tangut del Jardín del General (Biblioteca Británica O.12380 / 1840).

Desde finales de los años 90 ha surgido una nueva generación de tangutólogos. En China, un número de jóvenes eruditos han hecho importantes contribuciones a la Tangutología: Sun Bojun 孫伯君 ha trabajado en traducciones al tangut de textos en sánscrito; Tai Chung-pui 戴忠沛 ha realizado estudios de glosas fonéticas tibetanas de textos tangut; y Han Xiaomang 韩小忙 ha intentado definir las formas ortográficas de los caracteres tangut. En Japón, Arakawa Shintarō (n. 1971) se ha concentrado en la fonología tangut y ha producido un diccionario de rimas de tangut. En los Estados Unidos, Marc Miyake ha intentado reconstruir un hipotético ancestro de la lengua tangut que él llama «Pre-tangut». En Francia, Guillaume Jacques ha fomentado la comprensión del verbo en lengua tangut. En el Reino Unido, Imre Galambos ha continuado el trabajo de Grinstead en el estudio de los manuscritos de tangut de Khara-Khoto que se encuentran en la Biblioteca Británica, en particular El Jardín del General.
Los tangutólogos establecidos también han seguido haciendo importantes contribuciones. Li Fanwen publicó una edición revisada y ampliada de su diccionario Tangut-Chino (2008), y Kychánov y Arakawa produjeron un diccionario Tangut-Ruso, Inglés-Chino (2006). Ambos diccionarios utilizaban el tipo de letra tangut de computadora, y en los últimos años se han hecho propuestas para codificar la escritura tangut en Unicode.
La capacidad de los estudiosos de todo el mundo para estudiar los documentos originales de uangut ha mejorado mucho gracias a la digitalización de los manuscritos de tangut de Khara-Khoto y de otros lugares por el Proyecto Internacional Dunhuang (IDP), establecido por la Biblioteca Británica en 1994. Al 26 de octubre de 2012, la base de datos en línea del IDP incluía 1.110 entradas de catálogos y 684 imágenes de manuscritos y textos impresos de Tangut que se encontraban en la Biblioteca Británica en Londres, el Instituto de Manuscritos Orientales en San Petersburgo, la Academia Sinica en Taipéi y la Biblioteca de la Universidad de Princeton.
En 2010 la Academia de Ciencias Sociales de Ningxia comenzó a publicar una revista trimestral titulada Tangut Research (en chino: 西夏研究; pinyin: Xīxià Yánjiū), que es la primera revista académica regular dedicada exclusivamente a los estudios sobre el tangut.

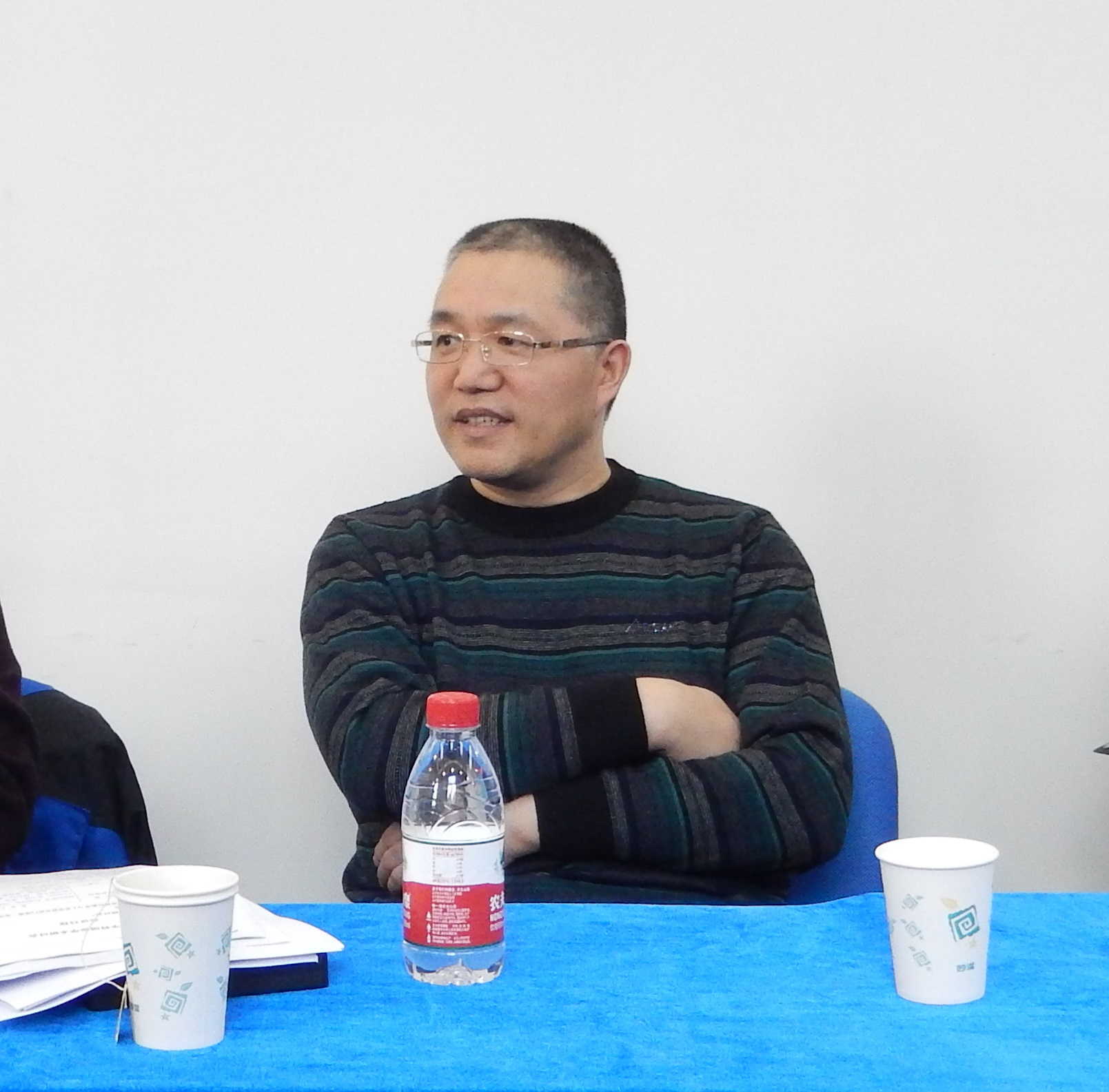
Han Xiaomang
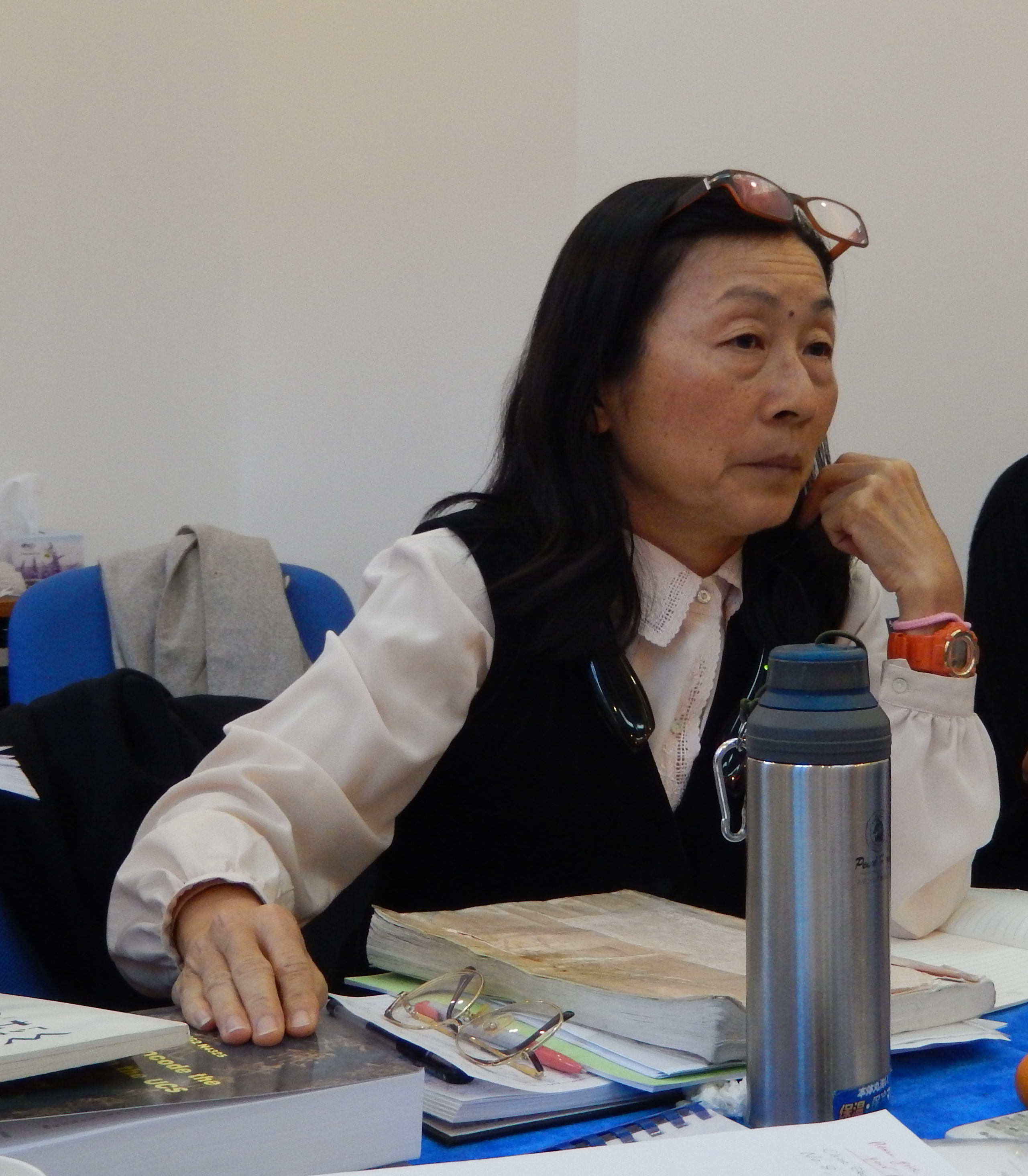
Lin Ying-chin
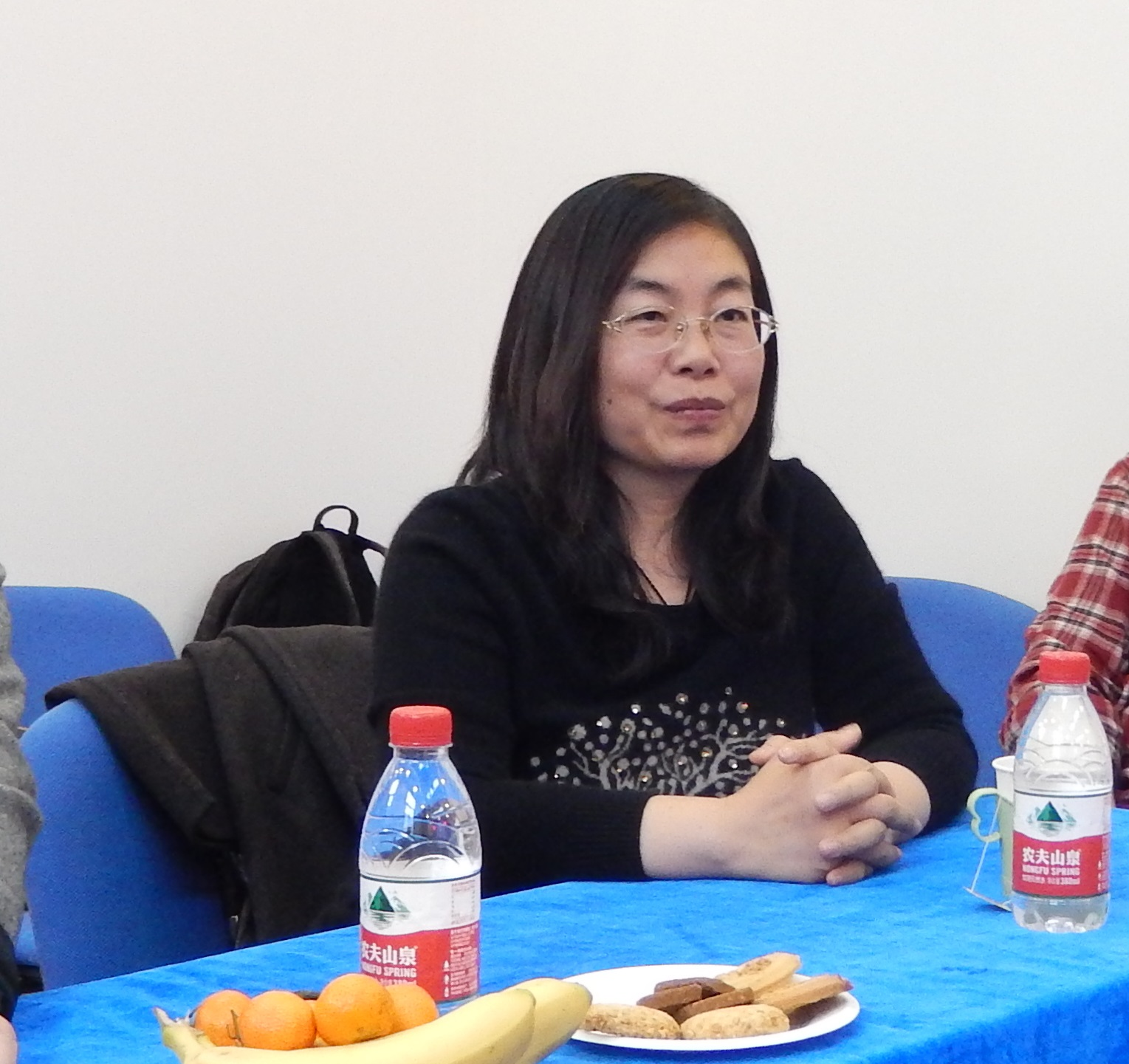
Sun Bojun
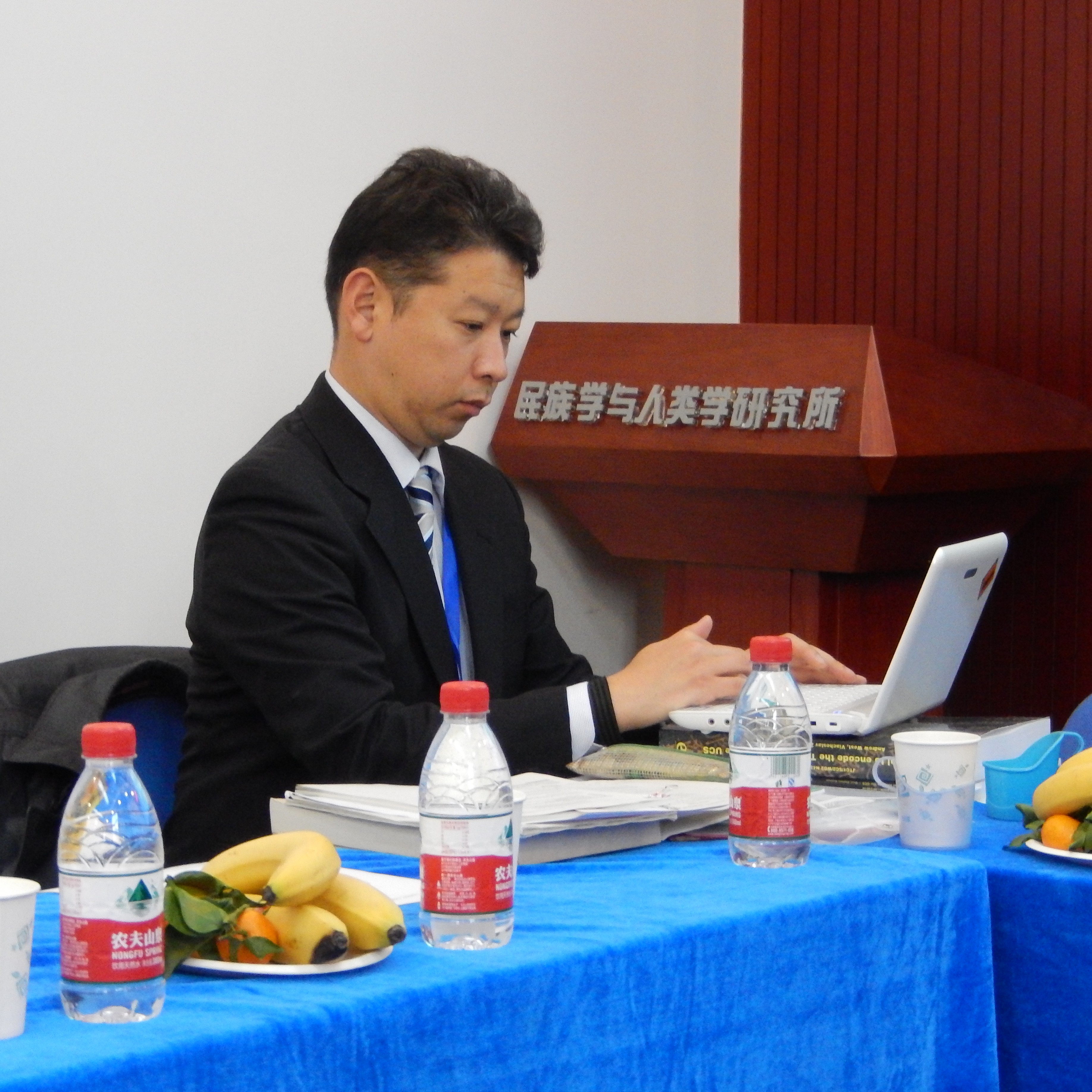
Arakawa Shintarō
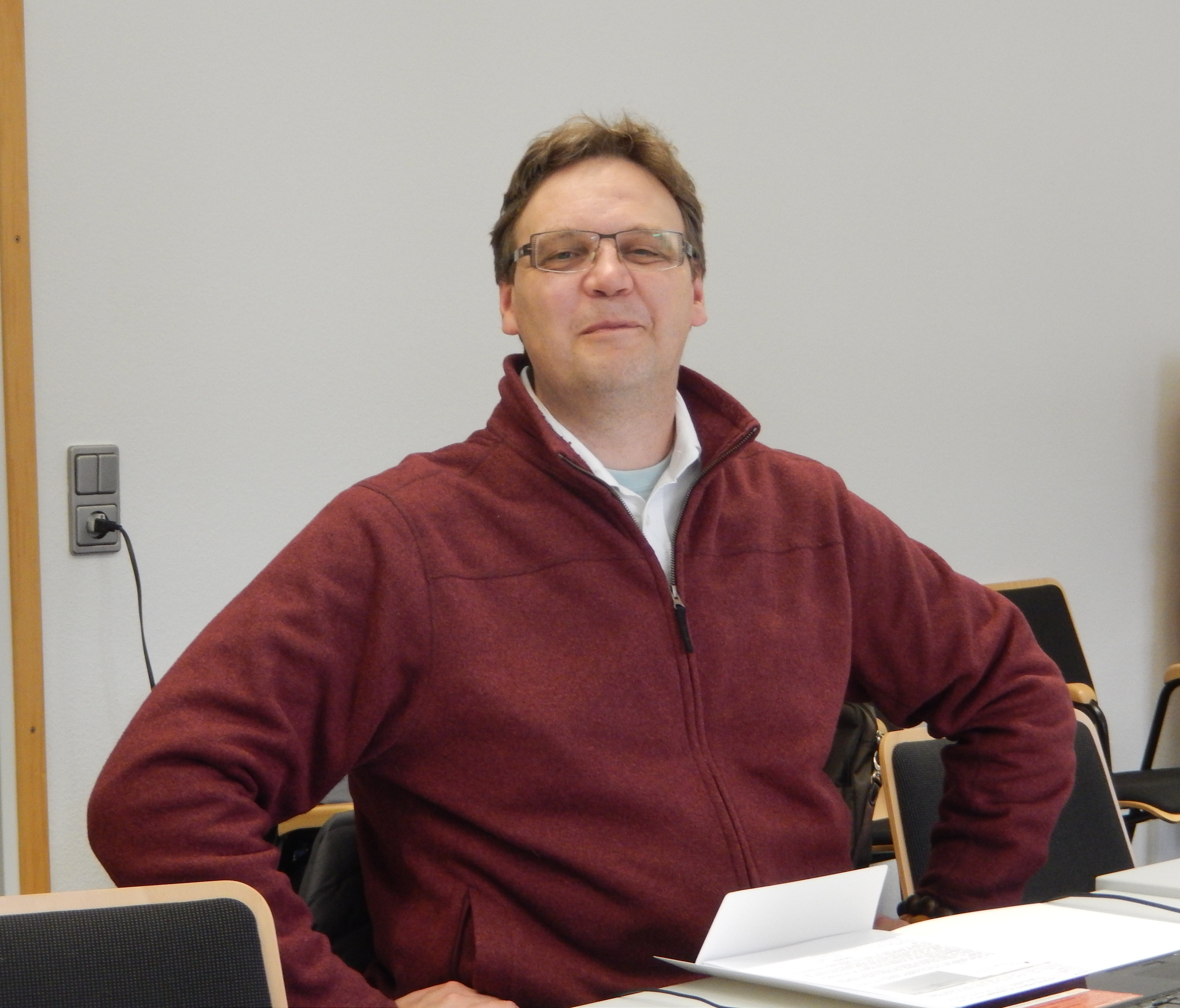
Kirill Solonin
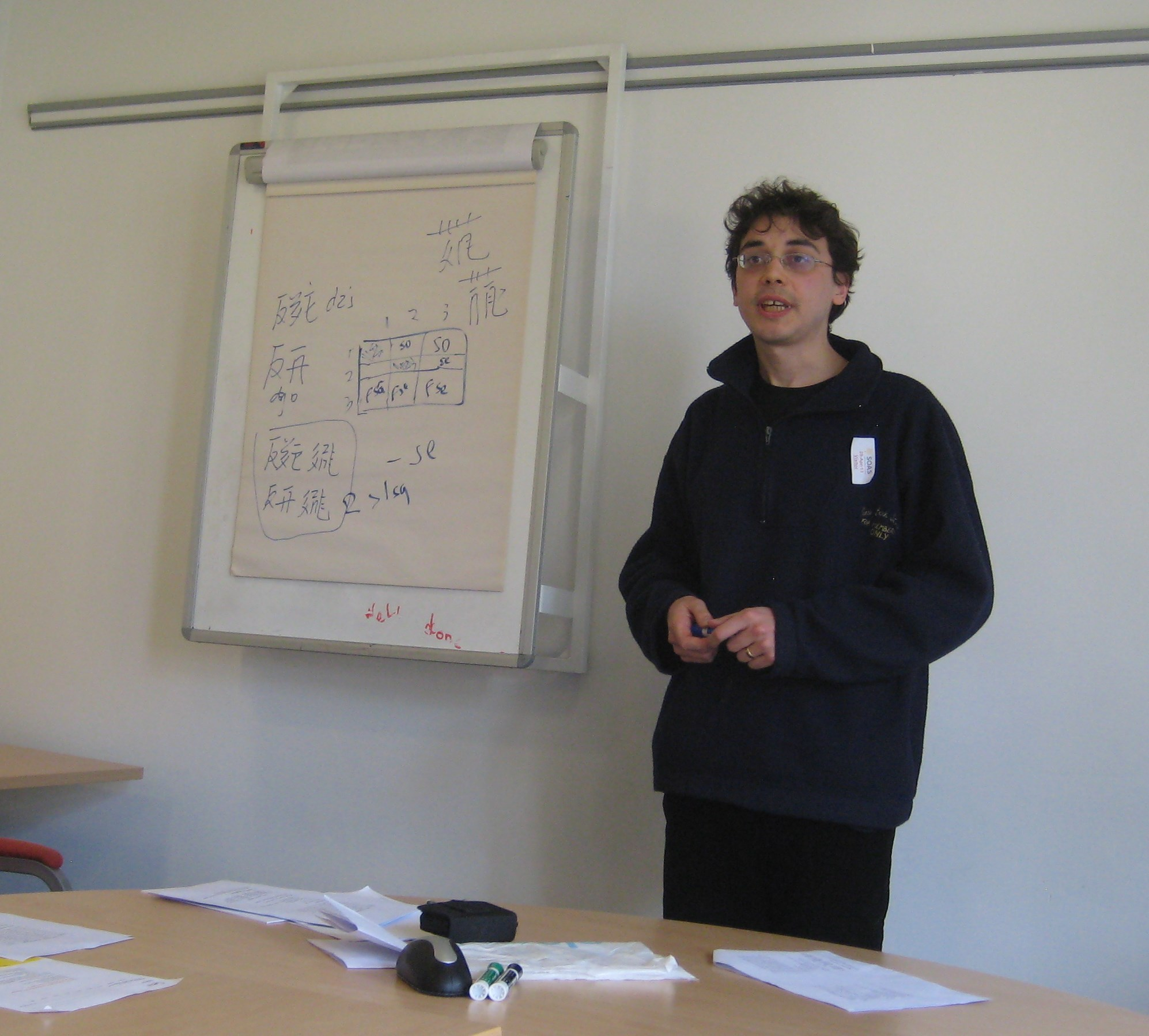
Guillaume Jacques
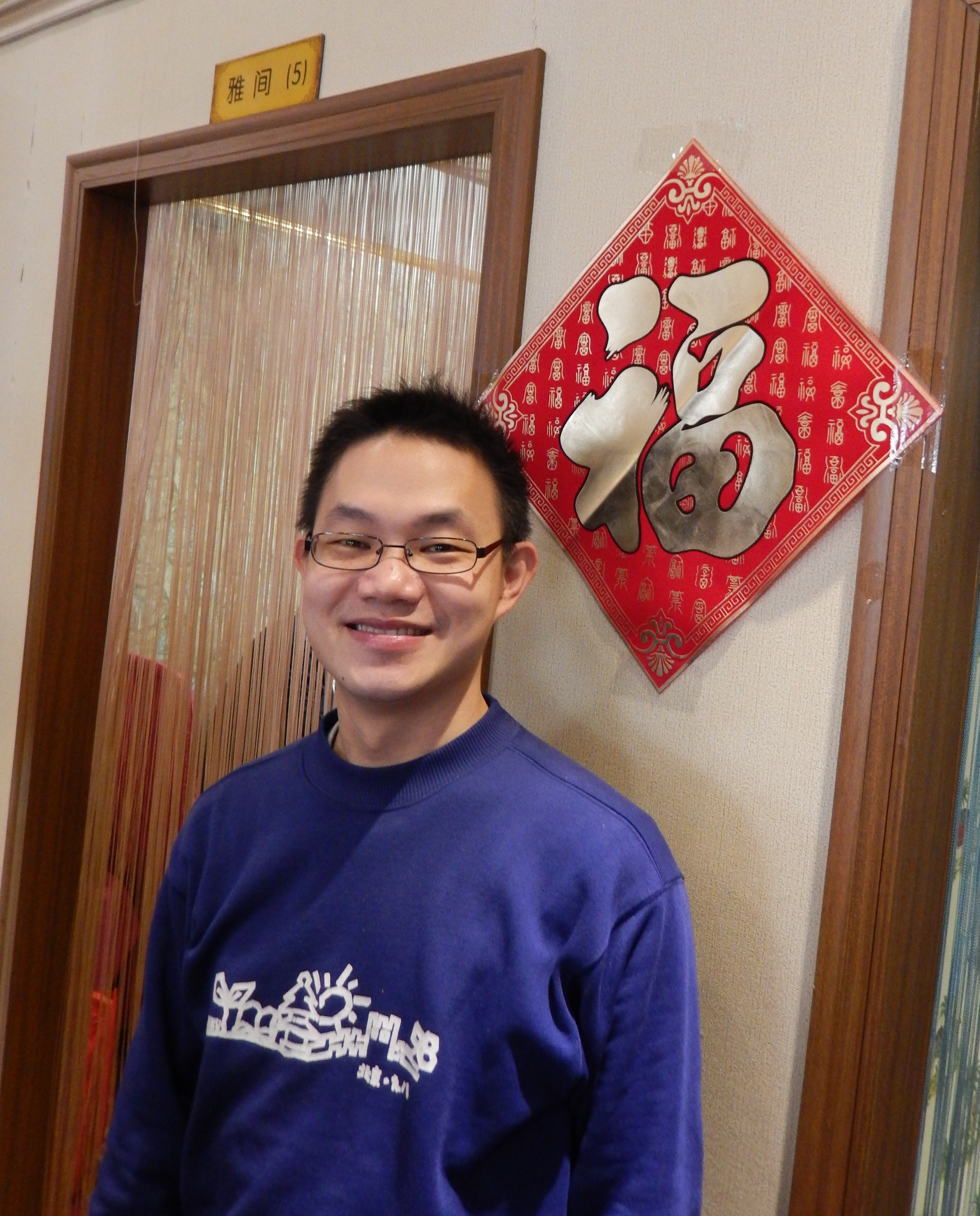
Tai Chung-pui